# Koalice
Koalice (z lat. co-alescere, „srůstat“) obecně označuje spojenectví států, organizací, politických stran, frakcí nebo osob k prosazení určitých konkrétních cílů. Koaliční partneři podnikají některé společné kroky, ale každý zpravidla sleduje své vlastní zájmy, někdy dokonce i protichůdné. Koalice může být dočasná, trvající kratší nebo delší dobu, otevřená nebo skrytá. Vytváření a fungování koalic je předmětem zájmu vědeckého zkoumání politologie, sociologie i matematiky (teorie her). Vojenská spolupráce mezi státy se označuje jako vojenská koalice, v politice jsou pak běžné (před)volební koalice i vládní koalice, přičemž speciálním případem vládní koalice je tzv. velká koalice.

## Volební koalice
Ve volební koalici se sdružují strany nebo hnutí, buď ze společných zájmů nebo aby zvýšily své volební šance. V ČR platí pro koalice zvýšené volební kvórum. Koalice dvou stran musí získat ve volbách alespoň 8 % hlasů oproti pěti procentům, jež potřebuje pro zastoupení jediná strana, pro koalici tří a více stran pak platí kvórum 11 %.
Ve volbách do ČNR v roce 1992 kandidoval Levý blok. V roce 1998 byla vytvořena Čtyřkoalice čtyř středopravých stran, která se účastnila senátních voleb v roce 2000. Sněmovních voleb v roce 2002 se účastnila Koalice složená z KDU-ČSL a US-DEU, vzniklá z původní Čtyřkoalice. Ve sněmovních volbách v roce 2006 se šest malých stran a hnutí sdružilo v Koalici pro Českou republiku. Sněmovních voleb v roce 2021 se účastnily dvě koalice: SPOLU a Piráti a Starostové. K významnějším koalicím, působícím na regionální úrovni, patřily například Koalice pro Královéhradecký kraj, Starostové pro jižní Moravu či Spolu pro Moravu.
Zvláštním typem koalic jsou případy, kdy dané strany spolupracují dlouhodobě a prakticky vystupují jako jedna strana, ve světové politice je nejvýznamnějším případem koalice CDU/CSU, v České republice na podobném principu funguje STAN a SLK.

## Vládní koalice
Vládní koalice je povolební spojení dvou a více politických stran, typicky s podobným programem. Politické subjekty vytvářejí koalice při sestavování stabilních vlád. To je nutné zejména v politických systémech s poměrným volebním zastoupením, které – na rozdíl od skutečného, plného poměrného systému – vyžadují většinovou účast ve vládě, nebo jiné politické (např. parlament) nebo politicky vedené instituci (např. ministerstvo, jeho ředitelství).
Ani politická strana, která zvítězila ve volbách, nemá zpravidla dostatek hlasů k tomu, aby v parlamentu získala absolutní většinu mandátů. V takovém případě se uzavírá koaliční smlouva mezi dvěma nebo více politickými stranami, které v součtu mají absolutní většinu a která definuje podmínky a cíle dlouhodobé spolupráce – obvykle na celé volební období. Skutečné poměrné systémy takovou koalici ale nevyžadují, každá strana se podílí v poměrném zastoupení, jak bylo zvykem např. ve Švýcarsku.
Většinové koalice mají nadpoloviční většinu ve sněmovně; koaliční partneři se též dělí o ministerská křesla. Tak například koalici po sněmovních volbách v roce 2002 tvořily ČSSD, KDU-ČSL a US-DEU. Koaliční smlouvy měla například vláda Bohuslava Sobotky, kde zastoupení měli členové ČSSD, ANO 2011 a KDU-ČSL, nebo vláda Petra Fialy složená ze dvou volebních koalic – SPOLU a Piráti a Starostové.

## Velká koalice
Velkou koalicí je většinou chápána koalice dvou nejsilnějších politických stran, které zpravidla mají protichůdné programy (pravicový a levicový). K velkým koalicím dochází např. při patovém výsledku voleb, v případě, že možnost vytvořit koalici je ztížena velkým volebním ziskem extremistických stran, v případě potřebnosti větší autority vlády (ohrožení státu např. ve válce, těžká hospodářská krize, nutnost prosazení důležitých ústavních změn) atd.
Typem velké koalice je široká koalice. Příkladem může být složení vlády v letech 2002–2006, kdy tvořily vládu ČR tři politické strany: levicová ČSSD, středová KDU-ČSL a pravicová US-DEU. Zvláštností je tzv. opoziční smlouva v období 1998–2002, označení pro dohodu o spolupráci mezi ODS a ČSSD, která zavazovala poslance ODS k podpoře vlády, aniž by na ní tato strana měla přímou účast – opoziční smlouva však obvykle za velkou koalici považována nebyla, neboť ODS neměla zastoupení ve vládě.
V zahraničí existovala velká koalice např. v Německu mezi SPD a CDU/CSU v letech 1966–1969 a po volbách v roce 2005. Velké koalice zde fungovaly i v meziválečné tzv. Výmarské republice. V Rakousku existovala velká koalice v letech 1945–1966 a v letech 1987–2000 mezi SPÖ a ÖVP. Ve Velké Británii vládla velká koalice dvou největších stran (konzervativců a labouristů) např. v období druhé světové války. Za zvláštní případ velkých koalic je někdy považováno Švýcarsko, kde je však zcela odlišný politický systém (konsenzus, poměrný systém exekutivy) a je proto silně problematické takto příslušné „koalice“ nazývat.